# Коње
Коње (фр. Cognet) насеље је и општина у источној Француској у региону Рона-Алпи, у департману Изер која припада префектури Гренобл.
По подацима из 2011. године у општини је живело 51 становника, а густина насељености је износила 25,5 становника/km². Општина се простире на површини од 2 km². Налази се на средњој надморској висини од 714 метара (максималној 920 m, а минималној 491 m).

## Демографија
| 1962. | 1968. | 1975. | 1982. | 1990. | 1999. | 2011. |
| ----- | ----- | ----- | ----- | ----- | ----- | ----- |
| 61    | 47    | 28    | 30    | 40    | 36    | 51    |

График промене броја становника у току последњих година